# Andy Montañez

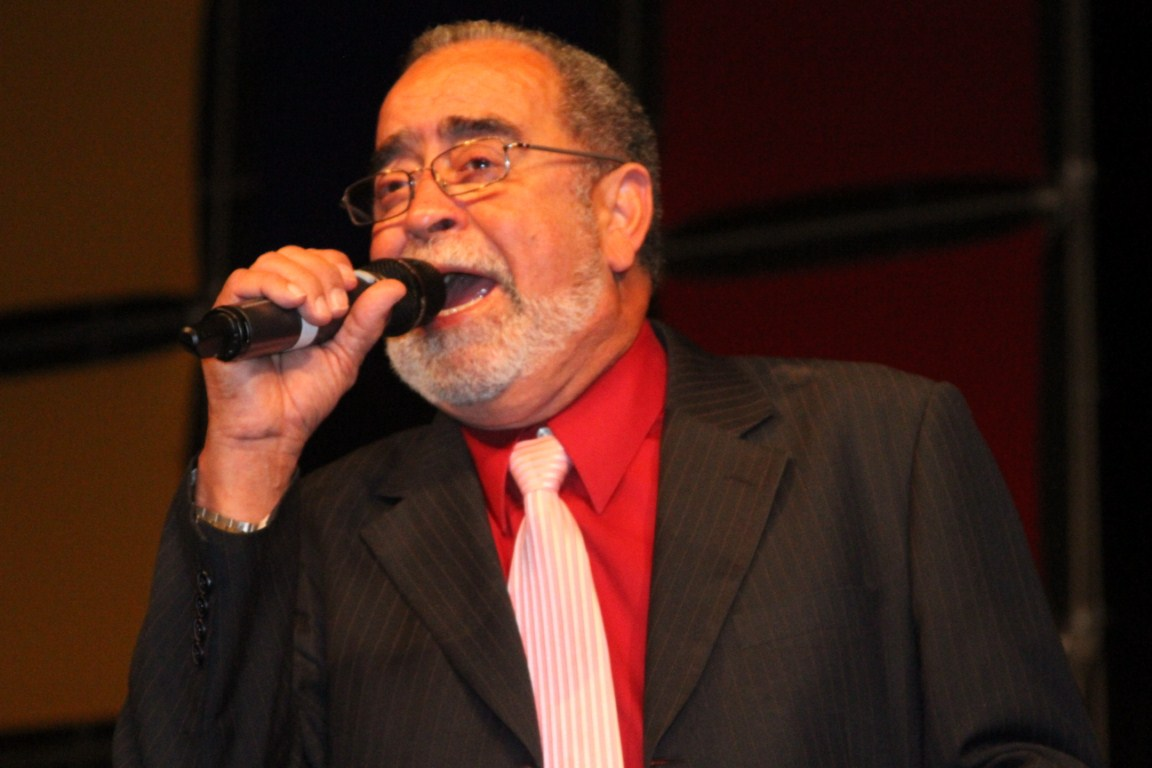
Andy Montañez, 2011

Andrés Montañez (* 7. Mai 1942 in San Juan, Puerto Rico), besser bekannt als Andy Montañez, ist ein bekannter Salsamusiker.

## Leben
Andy Montañez wurde in Tras Talleres, einem Teil vom Santurce-Viertel in San Juan, als ältester von 17 Geschwistern geboren.
Montañez wurde als Mitglied der international erfolgreichen Band El Gran Combo de Puerto Rico berühmt durch Lieder wie Hojas blancas (Weiße Blätter), Un verano en Nueva York (Ein Sommer in New York), El barbero loco (Der verrückte Barbier) etc. In den 15 Jahren in der El Gran Combo arbeitete er an 37 LPs mit. Seitdem er die Gruppe verlassen hat, ist er auch als Solokünstler international erfolgreich und tourte mehrmals durch Lateinamerika und die Vereinigten Staaten. Auf der Expo 1992 in Sevilla, Spanien, war er als Vertreter seines Heimatlandes Puerto Rico.
Am 2. November 2006 gewann Montañez, zusammen mit Pablo Milanés, seinen ersten Latin Grammy für das beste traditionelle lateinamerikanische Album.
Am 19. Juli 2008 trat er erstmals in Deutschland auf, begleitet von der Band Mercadonegro, im Rahmen des 6. Internationalen Salsafestivals Hamburg.

## Diskografie
- El Clan de Víctor y Dimensión Latina (1972)
- Triunfadores
- En La Dimensión Latina (1974)
- Dimensión Latina (1976)
- Dimensión Latina en Nueva York (1977)
- Tremenda Dimensión
- Dimensión Latina (1979)
- Para Siempre... Velvet
- El Número Uno con la Número Uno Velvet
- Cuerda para rato
- Producto de Exportación
- Salsatón - Salsa con Reggaeton (2006)
- El Godfather de la Salsa (2007)